# Deklaracija iz Gödöllöä
Deklaracija iz Gödöllőa je isprava od 13. rujna 2000., kojom je Hrvatska pristupila Trilaterali, učinivši ju time Kvadrilateralom.
Ova Deklaracija ističe suradnju država članica u području izgradnje koridora V, vojnu suradnju, radnje na jačanju malog i srednjeg poduzetništva uz pomoć fondova EU-a, suradnju u turizmu kao i zajedničko djelovanje članica u suzbijanju nezakonitih migracija i krijumčarenja droge.
Ime je dobila po Gödöllőu (hrv. imena: Godela, Gedlov), mjestašcu u Mađarskoj u Peštanskoj županiji gdje je potpisana.